# Таємний код: Рубікон. Частина 1
«Таємний код: Рубікон. Частина 1» — сьомий студійний альбом гурту «Бумбокс», випущений 12 вересня 2019 року. Це перша частина концептуальної платівки, що складатиметься з декількох релізів. На альбомі 6 україномовних пісень і одна російськомовна — «ДШ». 
Коментуючи назву альбому, Андрій Хливнюк сказав: «Це мій особистий рубікон, і там заховано таємний код, важливий для тих людей, які цей альбом написали й записали … В принципі, зроби або помри — можна назвати платівку».

## Композиції
| #     | Назва                           | Автор слів              | Автор музики                        | Тривалість |
| ----- | ------------------------------- | ----------------------- | ----------------------------------- | ---------- |
| 1.    | «Тримай мене (feat. The Gitas)» | О. Чемеров, А. Хливнюк  | О. Чемеров, С. Мартинов, А. Хливнюк | 4:34       |
| 2.    | «Ангела»                        | А. Хливнюк, О. Кольцова | П. Литвиненко, А. Хливнюк           | 4:49       |
| 3.    | «Дрантя»                        | А. Хливнюк              | О. Аджикаєв                         | 4:39       |
| 4.    | «Безодня (feat. Тіна Кароль)»   | А. Хливнюк              | О. Аджикаєв                         | 4:19       |
| 5.    | «ДШ»                            | А. Хливнюк              | О. Аджикаєв                         | 4:24       |
| 6.    | «Твій на 100%»                  | А. Хливнюк              | С. Мартинов, А. Хливнюк             | 4:45       |
| 7.    | «Побачимось»                    | А. Хливнюк              | П. Литвиненко, А. Хливнюк           | 5:30       |
| 33:04 |                                 |                         |                                     |            |